# Geet – Hui Sabse Parayi
Geet – Hui Sabse Parayi è una soap opera indiana, andata in onda per la prima volta su STAR One il 5 aprile 2010.
La serie comprende 470 episodi; l'ultimo episodio è stato trasmesso il 14 dicembre 2011.

## Trama
Geet è una ragazza indiana del villaggio di Handa (distretto di Sangrur) con una vita normale, fino a quando i suoi genitori, nonostante il suo disappunto, la promettono in sposa al ricco Dev.
Dev è già sposato, tuttavia per ottenere una somma di denaro, accetta la proposta della famiglia e decide di vivere con lei in Canada. Dev però abbandona la fanciulla all'aeroporto e parte da solo per il Canada.
Dev ha lasciato poi incinta Geet; i familiari di lei meditano perciò una faida verso lui e la sua famiglia e spingono Geet ad abortire
Geet trova nel frattempo un lavoro presso l'azienda di Maan, il quale si lega col tempo sentimentalmente con Geet e decide di occuparsi delle cure del suo bambino.
Affinché il matrimonio tra Maan e Geet vada in porto, l'uomo dovrà evitare di trapelare di essere il fratello maggiore di Dev.

## Personaggi

### Principali
- Geet Maan Singh Khurana, interpretata da Drashti Dhami;
- Maan Singh Khurana, interpretato da Gurmeet Chaudhary.

### Secondari ricorrenti
- Dev Singh Khurana, interpretato da Abhinav Shukla e Samir Sharma.

## Nella cultura di massa
Tra il 2013 e il 2014 nel programma Microonde su Deejay Tv, i conduttori Roberto Ferrari e Digei Angelo commentano in maniera ironica alcuni episodi della serie. Il commentario costituisce la rubrica centrale "Senza Parole" del programma presente in ogni puntata.